# Jamie Dantzscher
Jamie Annette Dantzscher (Canoga Park, 2 maggio 1982) è un'ex ginnasta statunitense, vincitrice della medaglia di bronzo nel concorso a squadre alle Olimpiadi di Sydney del 2000.

## Biografia
Durante la sua carriera, la Dantzscher si fece conoscere per lo stile energetico al corpo libero e alle parallele asimmetriche, ma anche per i suoi comportamenti sopra le righe, che inclusero aspre critiche all'allenatore della nazionale Bela Karolyi.
La Dantzscher proviene da una famiglia di sette bambini, dove tutti i nomi, inclusi quelli dei genitori, iniziano con la lettera J. Le sue sorelline gemelle Jalynne e Janelle gareggiarono anch'esse a livello élite ed universitario.
È cognata del giocatore dei San Francisco Giants Brandon Crawford. Ha intrapreso la carriera di allenatrice.

## Carriera sportiva

### Carriera juniores
Si fece conoscere nella categoria juniores soprattutto per buone performance ai Campionati Nazionali e a vari incontri internazionali tra il 1995 e il 1996.

### Mondiali, Goodwill Games
Nel 1997 la Dantzscher si piazzò sesta ai Campionati Nazionali e vinse un bronzo alle parallele, a pari merito con la compagna di squadra Vanessa Atler.
I suoi risultati, se in quell'anno non fossero state applicate nuove regole riguardanti l'età minima delle atlete partecipanti agli incontri internazionali riconosciuti dalla Federazione Internazionale di Ginnastica, le sarebbero fruttati la convocazione ai Mondiali, ma l'età della Dantzscher al tempo era di 15 anni, invece dei 16 richiesti.
Nel 1998 e nel 1999 la Dantzscher gareggiò in maniera discontinua. Si piazzò 14ª ai Goodwill Games del 1998 nella gara delle coppie miste insieme a David Kruse, e nel 1999 non vinse medaglie individuali ai Giochi Panamericani, né riuscì a raggiungere la finale all-around dell'American Cup.
Allo stesso tempo fece però parte della squadra americana che ai Campionati Internazionali A Squadre del 1998 vinse l'oro, e si piazzò prima a pari merito con Jennie Thompson nella finale alle parallele ai Campionati Nazionali del 1999, oltre ad aver vinto un argento al corpo libero nella stessa competizione l'anno precedente. Fu scelta come riserva per la squadra dei Mondiali 1999 ma, in seguito all'infortunio al polso di Alyssa Beckerman, prese parte alla gara, che portò risultati deludenti non solo a Jamie ma anche alla squadra statunitense.

### Olimpiadi di Sydney
Spesso criticata per la discontinuità e la mancanza d'impegno, la Dantzscher si guadagnò un posto nella squadra olimpica grazie a un generale miglioramento nelle sue performance, che le fruttò inoltre il bronzo individuale generale ai Campionati Nazionali di quell'anno e un quinto posto agli Olympic Trials.
A Sydney, la Dantzscher fu condizionata da un infortunio alla caviglia procuratasi durante la prova podio.Pur con uno degli esercizi al corpo libero più difficili al mondo durante quell'annata, fece un errore nella fase di qualifica, durante la quale gareggiò solo in due attrezzi e non entrò nella finale di specialità.
Gareggiò però bene durante la finale a squadre;i suoi punteggi a corpo libero e volteggio furono i secondi migliori della squadra e il suo punteggio alle parallele fu il terzo migliore.
Nel 2010, in seguito alla squalifica della squadra cinese, colpevole di aver lasciato gareggiare Dong Fangxiao, ginnasta all'epoca quattordicenne ma spacciata per diciassettenne, Jamie e il resto della squadra statunitense ricevettero un bronzo a squadre.

### Carriera nella ginnastica universitaria
Gareggiando per gli UCLA Bruins, la Dantzscher stabilì il record della scuola di 28 "perfect 10".
Fu inoltre la prima ginnasta della storia dell'NCAA a ricevere un 10 perfetto durante la sua prima performance di sempre da universitaria.
Per il 2004, l'anno in cui la sua carriera finì, aveva vinto 15 premi All-American, tre titoli individuali Pac-10 e vinto tre titoli a squadre dell'NCAA.